# Jim Langer
James John Langer, detto Jim (Little Falls, 16 maggio 1948 – Coon Rapids, 29 agosto 2019), è stato un giocatore di football americano statunitense che ha giocato nel ruolo di centro per la maggior parte della carriera con i Miami Dolphins della National Football League (NFL). Al college ha giocato a football all’Università statale del South Dakota. È stato inserito nella Pro Football Hall of Fame nel 1987.

## Carriera professionistica
Langer giocò come middle linebacker alla South Dakota State University. Firmò coi Cleveland Browns come free agent dopo non essere stato scelto nel Draft NFL 1970, ma fu svincolato durante il training camp. Successivamente passò ai Miami Dolphins dove nelle prime due stagioni si vide raramente in campo.
Langer divenne il centro titolare nella stagione 1972 e giocò come titolare 141 gare consecutive finché si infortunò a un ginocchio dopo nove gare della stagione 1979. Langer fu scambiato coi Minnesota Vikings prima della stagione 1980, giocando con essi le ultime due annate della carriera.
A metà degli anni settanta, Langer fu convocato per sei Pro Bowl consecutivi, venendo inserito negli stessi anni nella formazione ideale della stagione All-Pro. Coi Dolphins disputò tre Super Bowl consecutivi, vincendone due, incluso il Super Bowl VII che vide Miami diventare l'unica squadra della storia a concludere una stagione da imbattuta.

## Palmarès
- Super Bowl : 2 Vincitore del Super Bowl (VII, VIII)
- (6) Pro Bowl (1973, 1974, 1975, 1976, 1977, 1978)
- (4) First-team All-Pro (1974, 1975, 1976, 1977)
- (2) Second-team All-Pro (1973, 1978)
- Formazione ideale della NFL degli anni 1970
- Pro Football Hall of Fame
- Miami Dolphins Honor Roll